# Championnat canadien de soccer 2014
Navigation
Édition précédente Édition suivante
Le Championnat canadien de soccer 2014 (officiellement appelé Championnat canadien Amway 2014), est la septième édition du Championnat canadien, un tournoi canadien de soccer organisé par l'Association canadienne de soccer. 
Le tournoi vise à déterminer le club qui participe au championnat continental des clubs de la CONCACAF : la Ligue des champions de la CONCACAF. En 2014, la compétition s'est tenue dans les villes de Montréal, Toronto, Edmonton, Ottawa et Vancouver. Les trois équipes canadiennes de la MLS (l'Impact de Montréal, le Toronto FC et les Whitecaps de Vancouver) participent à ce championnat ainsi que le FC Edmonton et le Fury d'Ottawa, équipes de NASL (D2 Nord-américaine).
La Coupe des Voyageurs est remise au gagnant à l'issue du tournoi.

## Compétition

### Règlement
Depuis l'édition 2011, le championnat se déroule sous la forme de tournoi avec demi-finales et finale en match aller-retour avec match retour chez la meilleure tête de série. En revanche, l'ordre de réception des rencontres lors de la finale sera à la guise de l'équipe la mieux classée. Pour la première fois, une cinquième équipe, le Fury d'Ottawa, dispute la compétition et rencontre l'autre équipe de NASL, le FC Edmonton, dans le cadre d'un tour préliminaire en rencontres aller-retour. L'ordre des matchs est déterminé par le classement en ligue de chacune des équipes l'année précédente de l'année précédente. Ainsi, l'Impact de Montréal est classé numéro 1 (11e de MLS), Vancouver est numéro 2 (13e de MLS) et Toronto est numéro 3 (17e de MLS).
Encore une fois, l’équipe qui marquera le plus de buts sur les deux matchs sera sacrée championne et obtiendra le droit de représenter le Canada à l’édition 2014-2015 de la Ligue des champions de la CONCACAF.

### Tableau
|  | Tour préliminaire          | Tour préliminaire          | Tour préliminaire | Tour préliminaire |                        |                        | Demi-finales     | Demi-finales     | Demi-finales     | Demi-finales     |  |  | Finale                | Finale                | Finale                | Finale                |
|  |                            |                            |                   |                   |                        |                        |                  |                  |                  |                  |  |  |                       |                       |                       |                       |
|  |                            |                            |                   |                   |                        |                        | 7 et 14 mai 2014 | 7 et 14 mai 2014 | 7 et 14 mai 2014 | 7 et 14 mai 2014 |  |  | 28 mai et 4 juin 2014 | 28 mai et 4 juin 2014 | 28 mai et 4 juin 2014 | 28 mai et 4 juin 2014 |
|  |                            |                            |                   |                   |                        |                        | 7 et 14 mai 2014 | 7 et 14 mai 2014 | 7 et 14 mai 2014 | 7 et 14 mai 2014 |  |  | 28 mai et 4 juin 2014 | 28 mai et 4 juin 2014 | 28 mai et 4 juin 2014 | 28 mai et 4 juin 2014 |
|  |                            |                            |                   |                   |                        |                        | 7 et 14 mai 2014 | 7 et 14 mai 2014 | 7 et 14 mai 2014 | 7 et 14 mai 2014 |  |  | 28 mai et 4 juin 2014 | 28 mai et 4 juin 2014 | 28 mai et 4 juin 2014 | 28 mai et 4 juin 2014 |
|  |                            |                            |                   |                   |                        |                        | 7 et 14 mai 2014 | 7 et 14 mai 2014 | 7 et 14 mai 2014 | 7 et 14 mai 2014 |  |  | 28 mai et 4 juin 2014 | 28 mai et 4 juin 2014 | 28 mai et 4 juin 2014 | 28 mai et 4 juin 2014 |
|  |                            |                            |                   |                   |                        |                        | 7 et 14 mai 2014 | 7 et 14 mai 2014 | 7 et 14 mai 2014 | 7 et 14 mai 2014 |  |  | 28 mai et 4 juin 2014 | 28 mai et 4 juin 2014 | 28 mai et 4 juin 2014 | 28 mai et 4 juin 2014 |
|  | (1) Impact de Montréal     | (1) Impact de Montréal     | 1                 | 4                 |                        |                        |                  |                  |                  |                  |  |  | 28 mai et 4 juin 2014 | 28 mai et 4 juin 2014 | 28 mai et 4 juin 2014 | 28 mai et 4 juin 2014 |
|  | (1) Impact de Montréal     | (1) Impact de Montréal     | 1                 | 4                 | 23 et 30 avril 2014    |                        |                  |                  |                  |                  |  |  | 28 mai et 4 juin 2014 | 28 mai et 4 juin 2014 | 28 mai et 4 juin 2014 | 28 mai et 4 juin 2014 |
|  |                            |                            | FC Edmonton       | FC Edmonton       | 2                      | 2                      |                  |                  |                  |                  |  |  | 28 mai et 4 juin 2014 | 28 mai et 4 juin 2014 | 28 mai et 4 juin 2014 | 28 mai et 4 juin 2014 |
|  | Fury d'Ottawa              | Fury d'Ottawa              | FC Edmonton       | FC Edmonton       | 2                      | 2                      | 0                | 1                |                  |                  |  |  | 28 mai et 4 juin 2014 | 28 mai et 4 juin 2014 | 28 mai et 4 juin 2014 | 28 mai et 4 juin 2014 |
|  | Fury d'Ottawa              | Fury d'Ottawa              | 7 et 14 mai 2014  |                   |                        |                        | 0                | 1                |                  |                  |  |  | 28 mai et 4 juin 2014 | 28 mai et 4 juin 2014 | 28 mai et 4 juin 2014 | 28 mai et 4 juin 2014 |
|  | FC Edmonton                | FC Edmonton                | 0                 | 3                 |                        |                        |                  |                  |                  |                  |  |  | 28 mai et 4 juin 2014 | 28 mai et 4 juin 2014 | 28 mai et 4 juin 2014 | 28 mai et 4 juin 2014 |
|  | FC Edmonton                | FC Edmonton                | 0                 | 3                 | (1) Impact de Montréal | (1) Impact de Montréal | 1                | 1                |                  |                  |  |  |                       |                       |                       |                       |
|  |                            |                            |                   |                   | (1) Impact de Montréal | (1) Impact de Montréal | 1                | 1                |                  |                  |  |  |                       |                       |                       |                       |
|  |                            |                            | (3) Toronto FC    | (3) Toronto FC    | 1                      | 0                      |                  |                  |                  |                  |  |  |                       |                       |                       |                       |
|  |                            |                            |                   |                   | 1                      | 0                      |                  |                  |                  |                  |  |  |                       |                       |                       |                       |
|  |                            |                            |                   |                   |                        |                        |                  |                  |                  |                  |  |  |                       |                       |                       |                       |
|  |                            |                            |                   |                   |                        |                        |                  |                  |                  |                  |  |  |                       |                       |                       |                       |
|  | (2) Whitecaps de Vancouver | (2) Whitecaps de Vancouver | 1                 | 2 (3)             |                        |                        |                  |                  |                  |                  |  |  |                       |                       |                       |                       |
|  | (2) Whitecaps de Vancouver | (2) Whitecaps de Vancouver | 1                 | 2 (3)             |                        |                        |                  |                  |                  |                  |  |  |                       |                       |                       |                       |
|  |                            |                            | (3) Toronto FC    | (3) Toronto FC    | 2                      | 1 (5)                  |                  |                  |                  |                  |  |  |                       |                       |                       |                       |
|  |                            |                            |                   |                   | 2                      | 1 (5)                  |                  |                  |                  |                  |  |  |                       |                       |                       |                       |
|  |                            |                            |                   |                   |                        |                        |                  |                  |                  |                  |  |  |                       |                       |                       |                       |
|  |                            |                            |                   |                   |                        |                        |                  |                  |                  |                  |  |  |                       |                       |                       |                       |
|  |                            |                            |                   |                   |                        |                        |                  |                  |                  |                  |  |  |                       |                       |                       |                       |
|  |                            |                            |                   |                   |                        |                        |                  |                  |                  |                  |  |  |                       |                       |                       |                       |

### Détail des matchs

#### Tour préliminaire
| 23 avril 2014 | Fury d'Ottawa                                     | 0 - 0 | FC Edmonton             | Stade Keith-Harris, Ottawa                   |                                              |
| 19:30         | Beckie 33e · Dantas 51e · Davies 70e · Mayard 80e |       | 28e Edward · 72e Ameobi | Spectateurs : 2 411 Arbitrage : Geoff Gamble | Spectateurs : 2 411 Arbitrage : Geoff Gamble |
| 19:30         | Rapport                                           |       |                         | Spectateurs : 2 411 Arbitrage : Geoff Gamble | Spectateurs : 2 411 Arbitrage : Geoff Gamble |

| 30 avril 2014 | FC Edmonton                                                                   | 3 - 1 | Fury d'Ottawa         | Clarke Stadium, Edmonton                    |                                             |
| 21:30         | Edward 24e · Fordyce 30e · Jones 34e · Boakai 48e · Fordyce 61e · Fordyce 62e |       | 40e Ryan · 90e Dantas | Spectateurs : 2 001 Arbitrage : Drew Fisher | Spectateurs : 2 001 Arbitrage : Drew Fisher |
| 21:30         | Rapport                                                                       |       |                       | Spectateurs : 2 001 Arbitrage : Drew Fisher | Spectateurs : 2 001 Arbitrage : Drew Fisher |

#### Demi-finales
| 7 mai 2014 | FC Edmonton                                    | 2 - 1 | Impact de Montréal                      | Clarke Stadium, Edmonton                        |                                                 |
|            | Jones 45e · Moses 55e · Ameobi 60e · Nonni 90e |       | 41e Camara · 56e McInerney · 82e Pearce | Spectateurs : 1 946 Arbitrage : Silviu Petrescu | Spectateurs : 1 946 Arbitrage : Silviu Petrescu |
|            | Rapport                                        |       |                                         | Spectateurs : 1 946 Arbitrage : Silviu Petrescu | Spectateurs : 1 946 Arbitrage : Silviu Petrescu |

| 14 mai 2014 | Impact de Montréal                                                 | 4 - 2 | FC Edmonton                                                              | Stade Saputo, Montréal                        |                                               |
|             | McInerney 10e · McInerney 17e · Brovsky 47e · Bernier 90+7e (pen.) |       | Edward 45+3e · Jonke 67e · Jonke 70e (pen.) · Boakai 79e · Hlavaty 90+6e | Spectateurs : 12 826 Arbitrage : Drew Fischer | Spectateurs : 12 826 Arbitrage : Drew Fischer |
|             | Rapport                                                            |       |                                                                          | Spectateurs : 12 826 Arbitrage : Drew Fischer | Spectateurs : 12 826 Arbitrage : Drew Fischer |

| 7 mai 2014 | Toronto FC                                             | 2 - 1 | Whitecaps de Vancouver                                 | BMO Field, Toronto                                |                                                   |
|            | Defoe 28e · Bradley 28e · Bradley 89e · De Rosario 90e |       | 48e Mitchell · 60e Reo-Coker · 90e Manneh · 90e Manneh | Spectateurs : 22 591 Arbitrage : Mathieu Bourdeau | Spectateurs : 22 591 Arbitrage : Mathieu Bourdeau |
|            | Rapport                                                |       |                                                        | Spectateurs : 22 591 Arbitrage : Mathieu Bourdeau | Spectateurs : 22 591 Arbitrage : Mathieu Bourdeau |

| 14 mai 2014                         | Whitecaps de Vancouver                                        | 2 - 1                                                | Toronto FC                                                | BC Place Stadium, Vancouver                   |                                               |
|                                     | Mitchell 30e · Hurtado 43e · Salgado 78e · Morales 86e (pen.) |                                                      | Henry 4e · Bekker 16e · Henry 58e · Orr 89e · Bloom 90+2e | Spectateurs : 18 470 Arbitrage : David Gantar | Spectateurs : 18 470 Arbitrage : David Gantar |
|                                     | Rapport                                                       |                                                      |                                                           | Spectateurs : 18 470 Arbitrage : David Gantar | Spectateurs : 18 470 Arbitrage : David Gantar |
| Laba · Manneh · Fernandez · Teibert | Tirs au but 3 - 5                                             | Orr · Moore · De Rosario · Bradley · Nakajima-Farran |                                                           | Spectateurs : 18 470 Arbitrage : David Gantar | Spectateurs : 18 470 Arbitrage : David Gantar |

#### Finale
| 28 mai 2014 | Toronto FC          | 1 - 1 | Impact de Montréal     | BMO Field, Toronto                               |                                                  |
|             | Henry 20e · Rey 35e |       | Mapp 73e · Lefèvre 83e | Spectateurs : 18 269 Arbitrage : Silviu Petrescu | Spectateurs : 18 269 Arbitrage : Silviu Petrescu |
|             | Rapport             |       |                        | Spectateurs : 18 269 Arbitrage : Silviu Petrescu | Spectateurs : 18 269 Arbitrage : Silviu Petrescu |

| 4 juin 2014 | Impact de Montréal                           | 1 - 0 | Toronto FC | Stade Saputo, Montréal                        |                                               |
|             | Bernardello 5e · Felipe 90+1e · Felipe 90+2e |       |            | Spectateurs : 13 423 Arbitrage : David Gantar | Spectateurs : 13 423 Arbitrage : David Gantar |
|             | Rapport                                      |       |            | Spectateurs : 13 423 Arbitrage : David Gantar | Spectateurs : 13 423 Arbitrage : David Gantar |

| Champion du Canada 2014            |
| ---------------------------------- |
| Drapeau du Canada                  |
| Impact de Montréal Troisième titre |